# Alonso Marcos de Llanes Argüelles
Alonso Marcos de Llanes Argüelles, también llamado Alfonso Marcos Llanes (Noreña, 26 de abril de 1732-Sevilla, 7 de enero de 1795) fue un aristócrata, eclesiástico y escritor español, obispo de Segovia y arzobispo de Sevilla.

## Biografía
De familia noble, nació el 26 de abril de 1732 en el palacio del Rebollín de la villa de Noreña (Asturias). Era hijo de Menendo de Llanes Campomanes, señor de las casas de Llanes de Villallana y Campomanes de Muñón Cimero y de la torre de Fresnedo, todo en el concejo de Lena, su regidor perpetuo, y de Teresa Antonia de Argüelles Cienfuegos y Villazón, señora del palacio del Rebollín.
Tras graduarse de bachiller en Oviedo, fue colegial de San Pelayo en Salamanca y juez de estudios de esta universidad, y se licenció en cánones por la de Ávila. Canónigo doctoral de las catedrales de Palencia y Sevilla, fue diputado a Madrid por este cabildo metropolitano y condecorado con la gran cruz de la Orden de Carlos III.

## Obispo de Segovia
El 6 de junio de 1774 fue nombrado obispo de Segovia, siendo ordenado el 28 de agosto del mismo año. Visitó la diócesis y formó el plan de erección y dotación de curatos, aprobado por el rey, y fundó el Seminario Conciliar de San Frutos y San Ildefonso. También promovió la creación de una Sociedad Económica de Amigos del País de la provincia de Segovia en 1776, que finalmente no consiguió por la oposición de algunos sectores de la ciudad. En ese mismo año ordenó sacerdote a su amigo Antonio Vidaurre, que además de religioso fue pintor, poeta y autor dramático.
En 1782 fue asistente de fray Pedro Ximénez, prior del monasterio de El Escorial en el funeral de la infanta María Luisa Carlota de Borbón, hija de Carlos IV de España y de María Luisa de Parma, acompañando el cadáver desde el Palacio Real de San Ildefonso. Se mantuvo en el cargo hasta el año 1783, en que fue trasladado a la archidiócesis de Sevilla.

## Arzobispo de Sevilla

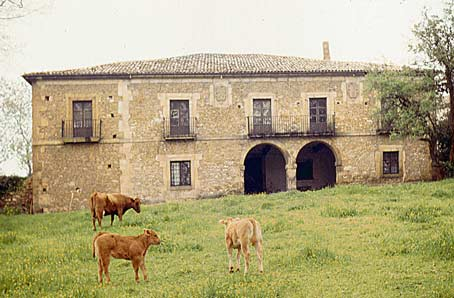
Palacio del Rebollín en Noreña, lugar de nacimiento de Alonso.

Tomó posesión de su nuevo cargo el 15 de diciembre. En la diócesis planificó un seminario que no llegó a fundar, y es destacable su participación artística. Intervino en el solado de la catedral de Sevilla entre 1789 y 1793 y en otras ejecuciones en el templo; dotó la biblioteca del palacio Arzobispal (en el que se conserva un retrato suyo, obra de José Suárez en 1793) y aportó numerosas pinturas para el palacio. Asimismo, llevó a cabo importantes reformas en el palacio arzobispal de Umbrete, residencia veraniega de los prelados, que también enriqueció con diversidad de obras de arte. También participó en las reformas del convento del Espíritu Santo y del de Santa María la Real.
Además, fue protector de la Universidad de Sevilla, que le recompensó con «las cuatro borlas», una mención similar al honoris causa. La Hermandad de Los Negritos de Sevilla le suplicó su pertenencia a ella, a lo que el prelado accedió, siendo recibido como hermano mayor el 7 de julio de 1784, siendo presidente Tomás Baltasar de Morales.

## Fallecimiento
Falleció en Sevilla el 7 de enero de 1795, siendo sepultado en la cripta de la iglesia del Sagrario de Sevilla. El Mercurio Histórico y Político recogió la noticia de su muerte y le define en los siguientes términos:

Su zelo pastoral mientras ocupó una y otra Silla fue muy recomendado, y de el dexó muchos y señalados testimonios: visitó personalmente ambas Diócesis: formó en ellas el plan de erección y dotación de Curatos, que mereció la aprobación de SM.: erigió en la de Segovia el Seminario Conciliar, cuyo establecimiento promovía en la de Sevilla igualmente que el plan de uniones de Capellanías incongruas del Arzobispado, después de haber fundado y enriquecido la Biblioteca pública de la Dignidad. Su caridad, mansedumbre y humildad harán eterna su memoria entre sus diocesanos y los Sacerdotes Franceses emigrados, que lloran la muerte de un Prelado que a todos se manifestaba afable, benigno y compasivo.

Como homenaje póstumo, la corporación municipal de su villa natal puso su nombre a la biblioteca pública.

## Obra[7]
- Demostración histórico-canónica-legal de los reales privilegios y donaciones que hicieron los señores reyes San Fernando y Don Alonso el Sabio, su hijo, al reverendo arzobispo y cabildo de Sevilla (Madrid, 1771).
- Exhortación pastoral a los vicarios, curas párrocos, confesores, predicadores y demás fieles de su obispado, con motivo de la extensión del Año Santo (Madrid, 1776).
- Pastoral en que se explican los motivos y los medios para que los fieles tributen a Dios las gracias por los prósperos sucesos de la Monarquía... (Segovia, 1784).
- Plan y decreto de creación y dotación de curatos del arzobispado de Sevilla (Sevilla, 1791).

| Predecesor: Juan José Martínez Escalzo       | Obispo de Segovia 1774-1783    | Sucesor: Juan Francisco Jiménez del Río |
| Predecesor: Francisco Javier Delgado Venegas | Arzobispo de Sevilla 1783-1795 | Sucesor: Antonio Despuig y Dameto       |